# يوكوهاما إف مارينوس
يوكوهاما إف مارينوس ((باليابانية: 横浜F・マリノス)) هو ناد ياباني لكرة القدم تأسس عام 1972م، وسمي في ذلك الوقت بنادي نيسان الرياضي، بعدها تغير اسمه إلى «يوكوهاما مارينوس» والذي تم دمجه مع نادي يوكوهاما فلوغلس ليكون نادي «يوكوهاما إف ممارينوس» سنة 1992م.

## انجازات النادي
حصل نادي نيسان (يوكوهاما مارينوس) على بطولة كأس الكؤوس الأسيوية لموسم 1991-1992 للمرة الأولى في تاريخه بعد فوزه على النصر السعودي وحصل على البطولة للمرة الثانية على التوالي بعد ان فاز على برسبوليس الإيراني لموسم 1992-1993، وبعد دمج الأندية تأهل النادي الياباني لنصف النهائي للمرة الثالثة على التوالي لمواجهة نادي جنوب الصين، إلا أنها انسحبت من المشاركة طواعية.

## أهم اللاعبين في تاريخ النادي
- رامون دياز
- نستور غوروسيتو
- ألبرتو أكوستا
- رامون ميدينا بيللو
- ديفيد بيسكونتي
- غوستافو زاباتا
- خوليو سيزار بالديفيسو
- رونييليتون دوس سانتوس
- مارسيو رودريغيز
- ماركيز باتيستا دي أبريو
- غوران يوريتش
- كوينتن مارتينوس
- دوشان بيتكوفيتش
- يون أندوني غويكوتشيا
- خوليو ساليناس

## وصلات خارجية
- الموقع الرسمي
- Yokohama F. Marinos at دوري كرة القدم للمحترفين (بالإنجليزية)